# Hřebenec
Hřebenec je přírodní památka vyhlášená v roce 1964. Nachází se u obce Rožmitál pod Třemšínem. Důvodem ochrany je skalní hřbet s reliktním borem. Chráněné kamenné moře je součástí přírodního parku Třemšín.

## Galerie
Lišejníky v přírodní památce Hřebenec

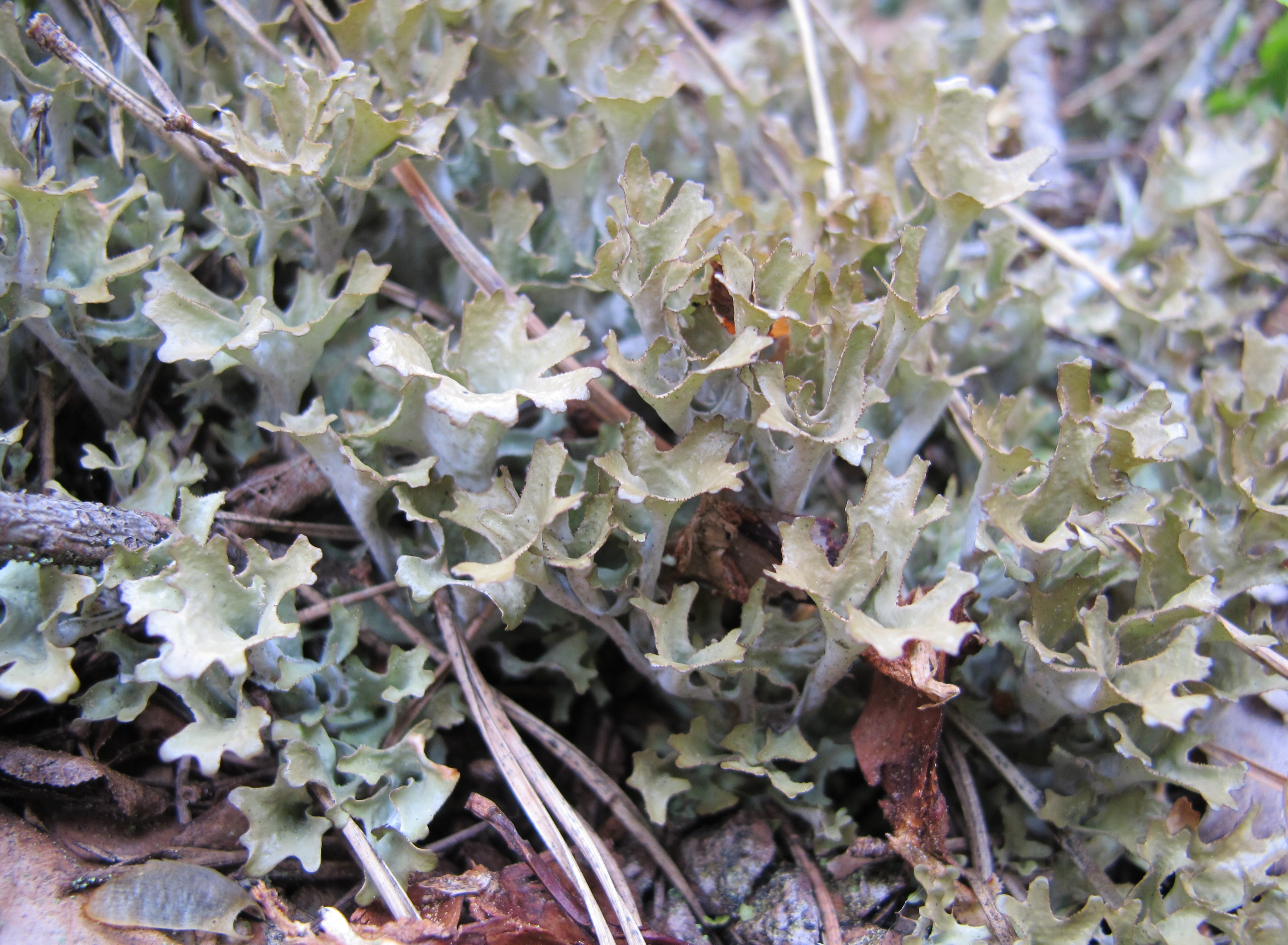
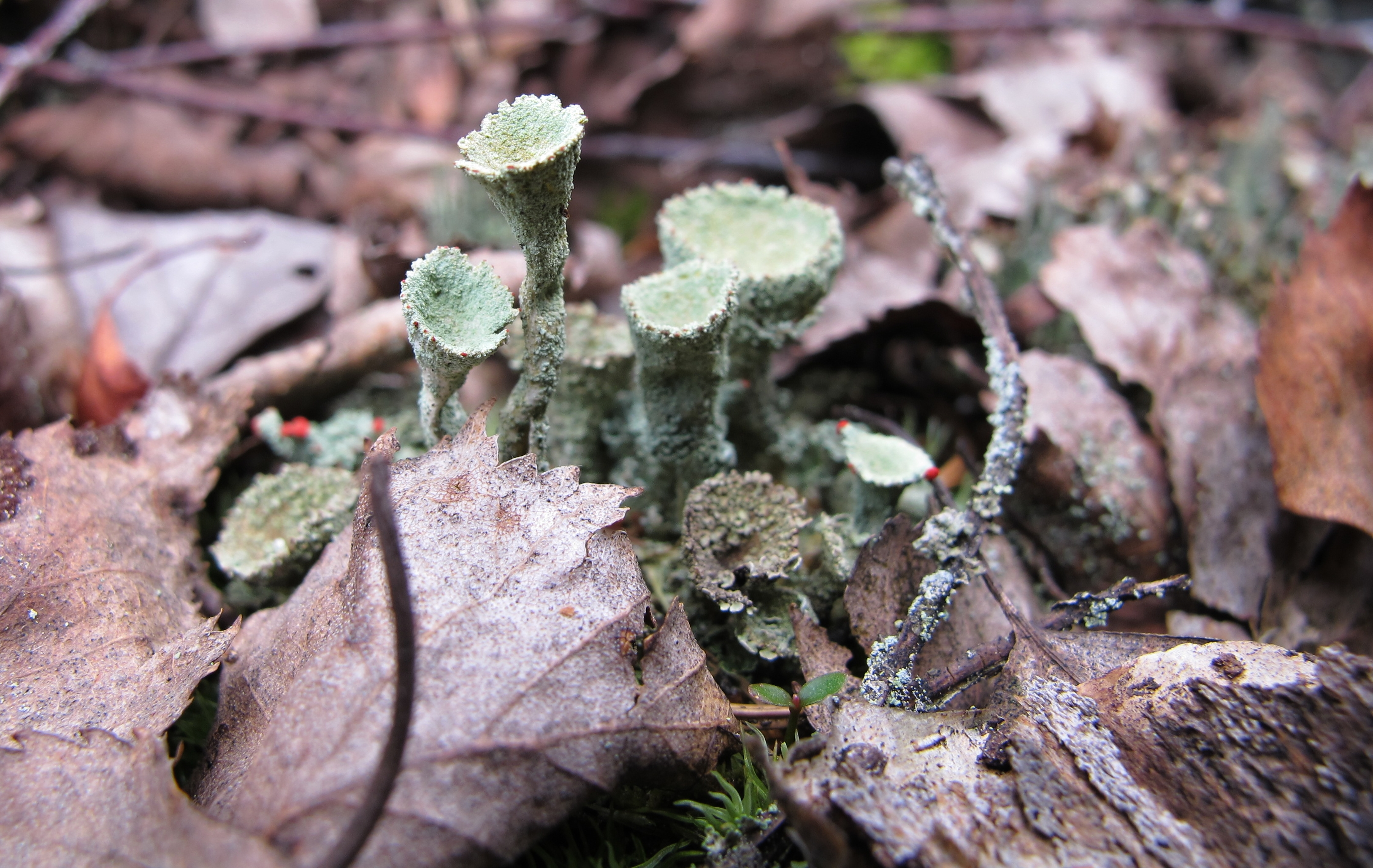
Dutohlávka červcová
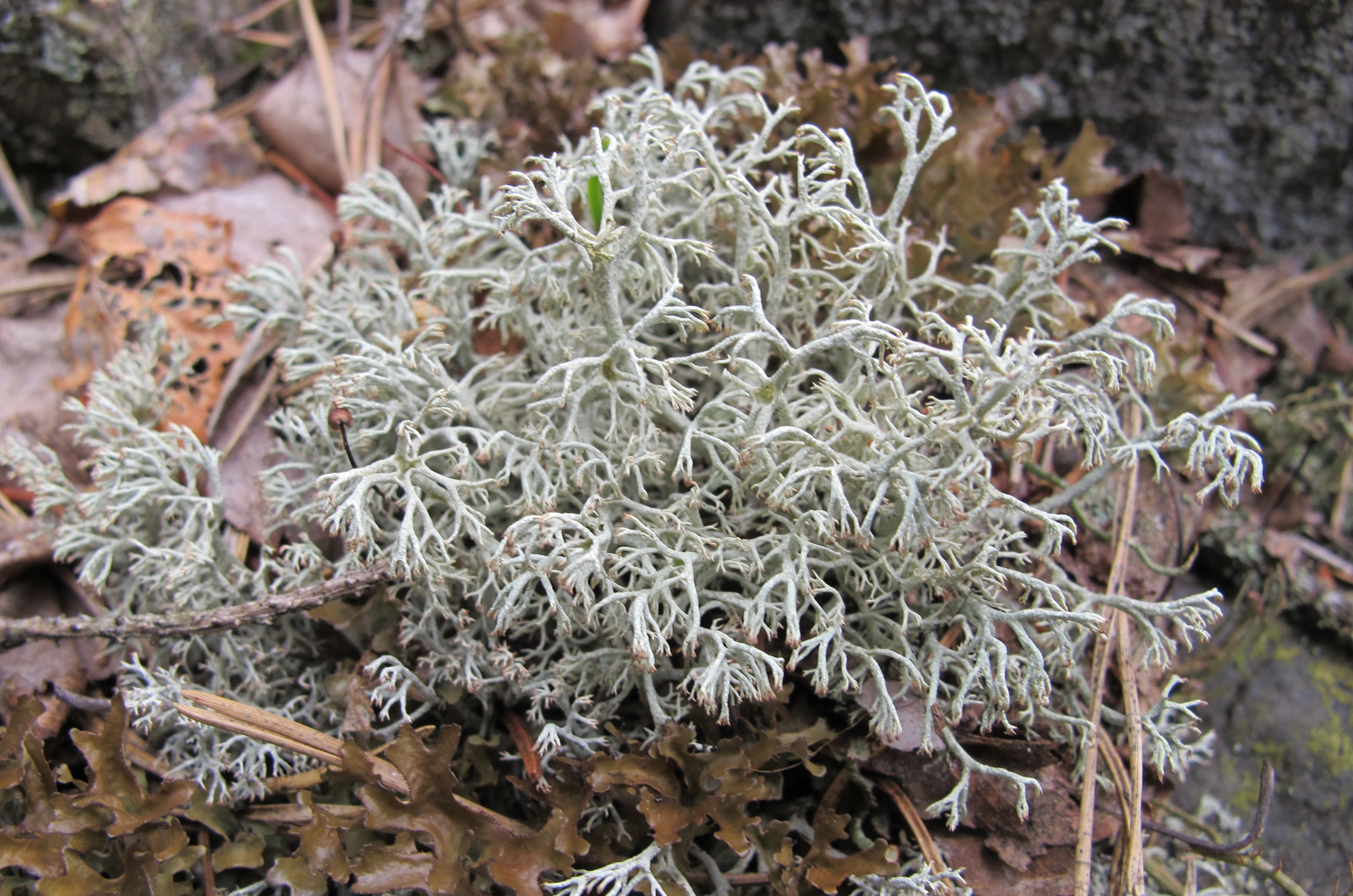
Dutohlávka lesní